# Ubang jezik
Ubang jezik (ISO 639-3: uba), nigersko-kongoanski jezik iz Nigerije kojim govori oko 3 420 ljudi (2000) u nigerijskoj državi Cross River, područje lokalne samouprave Obudu.
Jedan je od devet jezika podskupine bendi, šira skupina cross river.

## Vanjske poveznice
- Ethnologue (14th)
- Ethnologue (15th)